# Асма ел Асад
Асма ел Асад (арап. أسماء الأسد; Лондон, 11. август 1975) је бивша прва дама Сирије и супруга Башара ел Асада.

## Биографија
Асма је рођена у Лондону, 11. августа 1975. Породица јој је пореклом из града Хомс, Сирија. Отац Фаваз Ахрас је по професији лекар, а мајка пензионисани дипломата. Асма је дипломирала са највишим оценама на Краљевском колеџу Универзитета у Лондону у области компјутерске технологије и француске књижевности. После Универзитета радила је за Дојче банк, са клијентима из Европе и Далеког истока. Године 1998. почела је да ради у фирми ЈП Морган (J. P. Morgan).
Асмини родитељи живе у Великој Британији.

## Приватни живот
У новембру 2000. Асма се вратила у Сирију, месец дана касније се удала за Башара ел Асада. Имају троје деце: Хафиза, Зеина и Карима.
Дана 8. августа 2018. објавила је да је на хемотерапији због рака дојке, који је био у раној фази. Упркос терапији још увјек обилази породице од страдалих бораца сиријске војске, са марамом око главе.